# Слушка Олександр
Олександр Слушка (лит. Aleksandras Sluška, бл. 1580 — †1647) — державний діяч Великого князівства Литовського в Речі Посполитій.

## Життєпис
Походив зі впливового литовського шляхетського роду Слушків гербу Остоя. Син Миколая Слушки, кричевського старости, та Ельжбети Кмітич. Народився близько 1580 року. Виховувався в кальвіністському дусі. Після смерті старшого брата Миколая між 1599 та 1602 роками разом з молодшим братом Кшиштофом успадкував родинні володіння.
Спочатку був королівським дворянином у Сигізмунда III Вази. У листопаді 1618 роки отримав посаду каштеляна Мінська, що дозволило йому стати сенатором Речі Посполитої.
1620 року після смерті брата Кшиштофа продав свою частку в Опачичах Казимирові Сапєзі, а частки в Углах і Мухоїдовичах — Петру Могилі. 1621 року разом з дружиною навернувся в католицтво. 11 березня 1628 року був призначений каштеляном жемайтським (до 1638 року). Того ж року на сеймі був обраний маршалком Трибуналу Великого князівства Литовського на 1631 рік.
Володів староствами річицьким, пропойським, гомельським, мозирським і лоївським. Протягом 1620—1630-х років побудував домініканський монастир в Річиці та Столбцях під Новогрудком, церкви в Воложині і на Ковалівщині в Підляському воєводстві. 1632 року був депутатом на елекційний сейм від Жмуді, де підтримав кандидатуру Владислава IV Вази.
1633 року отримав посаду воєводи мінського. Того ж року був комісаром зі сплати платні армії, депутатом Трибуналу скарбничого Коронного. У 1638 році був призначений воєводою новогрудським. У липні 1642 роки став воєводою троцьким.

## Родина
Дружина — Софія Констанція, донька Кшиштофа Зеновича, берестейського воєводи.
Діти:
- Ельжбета (1619—1671), дружина: 1) Адама Казановського, маршалка надвірного коронного; 2) Єроніма Радзієвського, підканцлера коронного
- Богдан Владислав (1615—1630), дворянин королівський
- Евстахій Адам
- Богуслав Єжи (бл. 1620—1658), стольник великий литовський
- Сигізмунд Адам (1628—1674), хорунжий великий литовський, староста річицький